# Eric Zeier
Eric Royce Zeier (Pensacola, 6 settembre 1972) è un ex giocatore di football americano statunitense che ha giocato nel ruolo di quarterback nella National Football League (NFL). Fu scelto nel corso del terzo giro (166º assoluto) del Draft NFL 1995 dai Cleveland Browns. Al college ha giocato a football all'Università della Georgia.

## Carriera professionistica
Dopo aver stabilito 67 record scolastici coi Georgia Bulldogs e 18 primati della Southeastern Conference, Zeier fu scelto nel corso del terzo giro del Draft 1995 dai Cleveland Browns che la stagione successiva si trasferirono nel Maryland diventando i Baltimore Ravens. Con essi disputò 16 gare in tre stagioni, 7 delle quali come titolare, con un massimo di 7 touchdown (a fronte di un solo intercetto) nel 1997. Le ultime due stagioni della carriera professionistica le disputò nel 1999 e 2000 coi Tampa Bay Buccaneers con cui giocò 5 partite, di cui una come titolare.

## Vittorie e premi
Nessuno

## Statistiche
| Yard passate  | 3.520 |
| Touchdown     | 16    |
| Intercetti    | 15    |
| Passer rating | 74,4  |